# Spermacoce burchellii
Spermacoce burchellii là một loài thực vật có hoa trong họ Thiến thảo. Loài này được (E.L.Cabral & Bacigalupo) Delprete mô tả khoa học đầu tiên năm 2007.